# Quint-Fonsegrives
Quint-Fonsegrives [kɛ̃t fɔ̃səɡʁiv] est une commune française située dans le nord-est du département de la Haute-Garonne, en région Occitanie.
Sur le plan historique et culturel, la commune est dans le Pays toulousain, qui s’étend autour de Toulouse le long de la vallée de la Garonne, bordé à l’ouest par les coteaux du Savès, à l’est par ceux du Lauragais et au sud par ceux de la vallée de l’ Ariège et du Volvestre. Exposée à un climat océanique altéré, elle est drainée par la Saune et par divers autres petits cours d'eau. La commune possède un patrimoine naturel remarquable :  un espace protégé (les « prairies humides à jacinthe de Rome sur les communes de Saint-Orens-de-Gameville et de Quint-Fonsegrives ») et deux zones naturelles d'intérêt écologique, faunistique et floristique.
Quint-Fonsegrives est une commune urbaine qui compte 6 059 habitants en 2022, après avoir connu une forte hausse de la population depuis 1962. Elle est dans l'agglomération toulousaine et fait partie de l'aire d'attraction de Toulouse. Ses habitants sont appelés les Quintfonsegrivois ou  Quintfonsegrivoises.
Le patrimoine architectural de la commune comprend un immeuble protégé au titre des monuments historiques : la maison Les Tourettes, inscrite en 1978.

## Géographie

### Localisation
La commune de Quint-Fonsegrives se trouve dans le département de la Haute-Garonne, en région Occitanie.
Elle se situe à 7 km à vol d'oiseau de Toulouse, préfecture du département. La commune fait en outre partie du bassin de vie de Toulouse.
Les communes les plus proches sont : 
Flourens (3,2 km), Balma (3,6 km), Saint-Orens-de-Gameville (3,8 km), Lauzerville (4,5 km), Pin-Balma (4,7 km), Mons (4,8 km), Aigrefeuille (5,5 km), Auzielle (5,7 km).
Sur le plan historique et culturel, Quint-Fonsegrives fait partie du pays toulousain, une ceinture de plaines fertiles entrecoupées de bosquets d'arbres, aux molles collines semées de fermes en briques roses, inéluctablement grignotée par l'urbanisme des banlieues.
Quint-Fonsegrives est limitrophe de sept autres communes.
Les communes limitrophes sont  Aigrefeuille, Balma, Drémil-Lafage, Flourens, Lauzerville, Saint-Orens-de-Gameville et Toulouse.
| Balma    | Flourens                 | Drémil-Lafage |
| Toulouse | Quint-Fonsegrives        | Aigrefeuille  |
|          | Saint-Orens-de-Gameville | Lauzerville   |

### Géologie et relief
La superficie de la commune est de 738 hectares ; son altitude varie de 141  à   234 mètres.

### Hydrographie

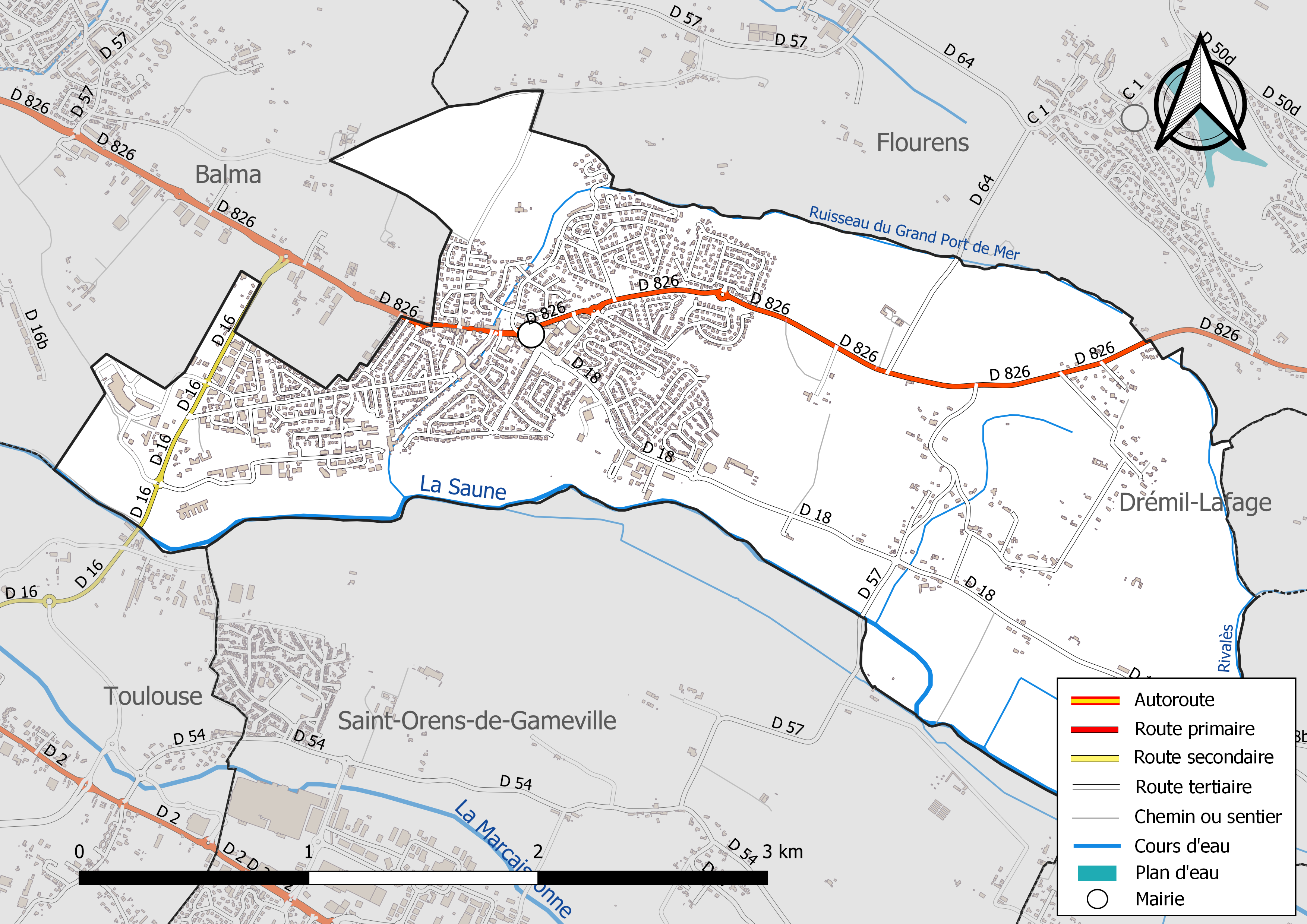
Réseaux hydrographique et routier de Quint-Fonsegrives.

La commune est dans le bassin de la Garonne, au sein du bassin hydrographique Adour-Garonne. Elle est drainée par la Saune, le ruisseau de Rivalès, le ruisseau du Grand Port de Mer et par divers petits cours d'eau, constituant un réseau hydrographique de 14 km de longueur totale,.
La Saune, d'une longueur totale de 31,8 km, prend sa source dans la commune de Vaux et s'écoule vers le sud-est. Elle traverse la commune et se jette dans l'Hers-Mort à Toulouse, après avoir traversé 18 communes.

### Climat
Pour des articles plus généraux, voir Climat de l'Occitanie et Climat de la Haute-Garonne.
En 2010, le climat de la commune est de type climat du Bassin du Sud-Ouest, selon une étude s'appuyant sur une série de données couvrant la période 1971-2000. En 2020, Météo-France publie une typologie des climats de la France métropolitaine dans laquelle la commune est exposée à un climat océanique altéré et est dans la région climatique Aquitaine, Gascogne, caractérisée par une pluviométrie abondante au printemps, modérée en automne, un faible ensoleillement au printemps, un été chaud (19,5 °C), des vents faibles, des brouillards fréquents en automne et en hiver et des orages fréquents en été (15 à 20 jours).
Pour la période 1971-2000, la température annuelle moyenne est de 13,4 °C, avec une amplitude thermique annuelle de 15,8 °C. Le cumul annuel moyen de précipitations est de 722 mm, avec 9,3 jours de précipitations en janvier et 5,7 jours en juillet. Pour la période 1991-2020, la température moyenne annuelle observée sur la station météorologique la plus proche, située sur la commune de Blagnac à 12 km à vol d'oiseau, est de 14,2 °C et le cumul annuel moyen de précipitations est de 627,0 mm,. Pour l'avenir, les paramètres climatiques de la commune estimés pour 2050 selon différents scénarios d'émission de gaz à effet de serre sont consultables sur un site dédié publié par Météo-France en novembre 2022.

### Milieux naturels et biodiversité

#### Espaces protégés
La protection réglementaire est le mode d’intervention le plus fort pour préserver des espaces naturels remarquables et leur biodiversité associée,.
Un  espace protégé est présent sur la commune : 
les « prairies humides à jacinthe de Rome sur les communes de Saint-Orens-de-Gameville et de Quint-Fonsegrives », objet d'un arrêté de protection de biotope, d'une superficie de 12,8 ha.

#### Zones naturelles d'intérêt écologique, faunistique et floristique

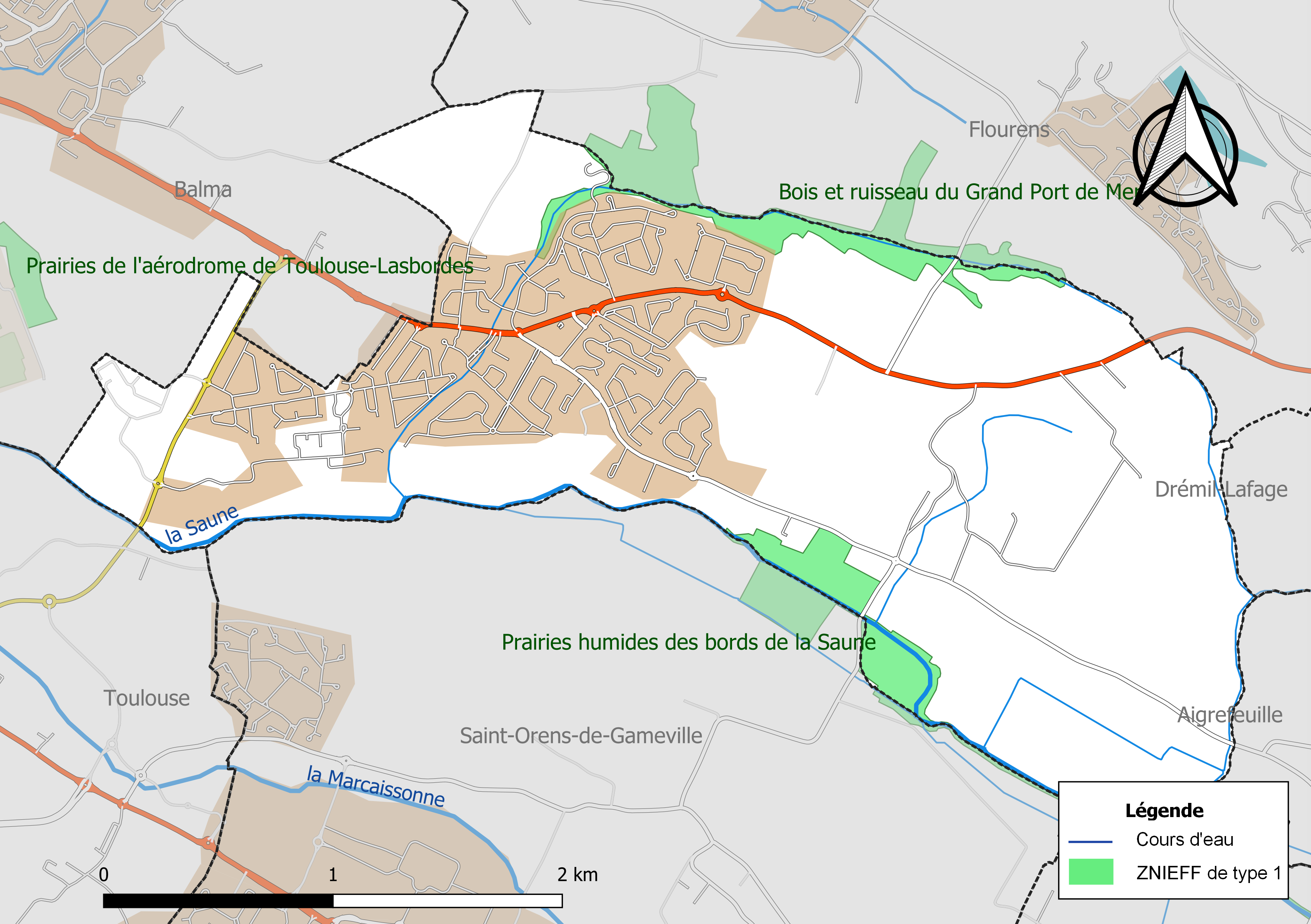
Carte des ZNIEFF de type 1 localisées sur la commune.

L’inventaire des zones naturelles d'intérêt écologique, faunistique et floristique (ZNIEFF) a pour objectif de réaliser une couverture des zones les plus intéressantes sur le plan écologique, essentiellement dans la perspective d’améliorer la connaissance du patrimoine naturel national et de fournir aux différents décideurs un outil d’aide à la prise en compte de l’environnement dans l’aménagement du territoire.
Deux ZNIEFF de type 1 sont recensées sur la commune :
les « bois et ruisseau du Grand Port de Mer » (41 ha), couvrant 2 communes du département et 
les « prairies humides des bords de la Saune » (47 ha), couvrant 5 communes du département.

## Urbanisme

### Typologie
Au 1er janvier 2024, Quint-Fonsegrives est catégorisée ceinture urbaine, selon la nouvelle grille communale de densité à sept niveaux définie par l'Insee en 2022.
Elle appartient à l'unité urbaine de Toulouse, une agglomération inter-départementale regroupant 81  communes, dont elle est une commune de la banlieue,,. Par ailleurs la commune fait partie de l'aire d'attraction de Toulouse, dont elle est une commune de la couronne,. Cette aire, qui regroupe 527 communes, est catégorisée dans les aires de 700 000 habitants ou plus (hors Paris),.

### Occupation des sols

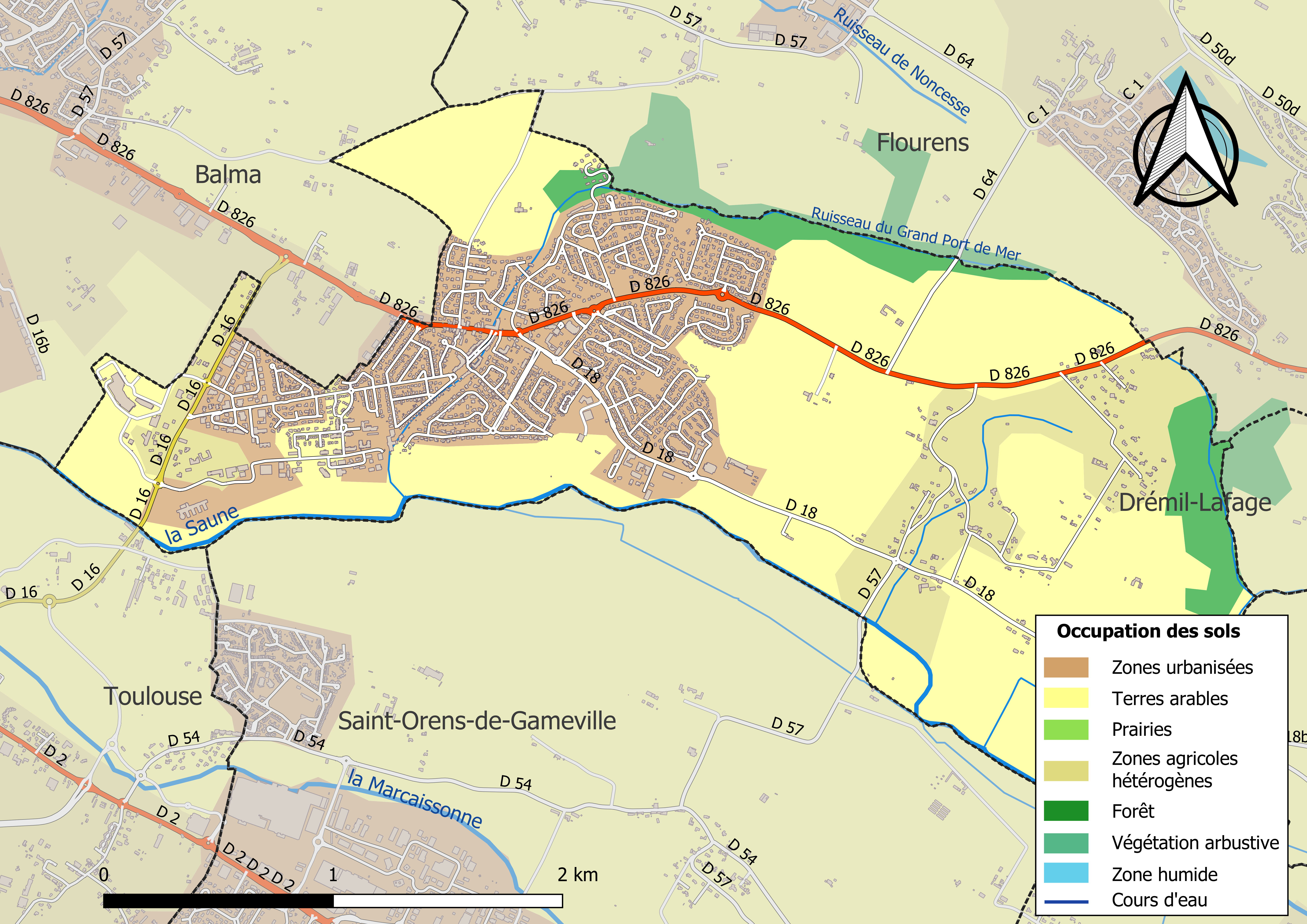
Carte des infrastructures et de l'occupation des sols de la commune en 2018 (CLC).

L'occupation des sols de la commune, telle qu'elle ressort de la base de données européenne d’occupation biophysique des sols Corine Land Cover (CLC), est marquée par l'importance des territoires agricoles (66,5 % en 2018), en diminution par rapport à 1990 (82,3 %). La répartition détaillée en 2018 est la suivante : 
terres arables (54,5 %), zones urbanisées (23,4 %), zones agricoles hétérogènes (11,9 %), zones industrielles ou commerciales et réseaux de communication (5,2 %), forêts (5 %). L'évolution de l’occupation des sols de la commune et de ses infrastructures peut être observée sur les différentes représentations cartographiques du territoire : la carte de Cassini (XVIIIe siècle), la carte d'état-major (1820-1866) et les cartes ou photos aériennes de l'IGN pour la période actuelle (1950 à aujourd'hui).

### Voies de communication et transports
La ligne de bus à haut niveau de service Linéo L1 du réseau Tisséo a pour terminus le quartier Entiore à l'ouest de Quint-Fonsegrives et dessert également la clinique de la ville, et relie ces lieux au centre-ville de Toulouse jusqu'au quartier des Sept Deniers. La ligne 83 dessert également Entiore et la clinique en reliant ces lieux à la station Balma - Gramont du métro de Toulouse, la ligne 84 relie le collège et le centre-ville de la commune à la station Balma - Gramont, la ligne 104 dessert le centre-ville jusqu'à Balma Ribaute (sur la ligne Linéo L1) depuis Aigrefeuille, la ligne 106 dessert la commune en soirée sur réservation depuis la station Balma - Gramont et la ligne 356 du réseau Arc-en-Ciel relie la commune à la gare routière de Toulouse depuis Revel.

### Risques majeurs
Le territoire de la commune de Quint-Fonsegrives est vulnérable à différents aléas naturels : météorologiques (tempête, orage, neige, grand froid, canicule ou sécheresse), inondations et séisme (sismicité très faible). Il est également exposé à un risque technologique, la rupture d'un barrage. Un site publié par le BRGM permet d'évaluer simplement et rapidement les risques d'un bien localisé soit par son adresse soit par le numéro de sa parcelle.

#### Risques naturels
Certaines parties du territoire communal sont susceptibles d’être affectées par le risque d’inondation par débordement de cours d'eau, notamment la Saune. La commune a été reconnue en état de catastrophe naturelle au titre des dommages causés par les inondations et coulées de boue survenues en 1982, 1989, 1996, 1999, 2008 et 2009,.

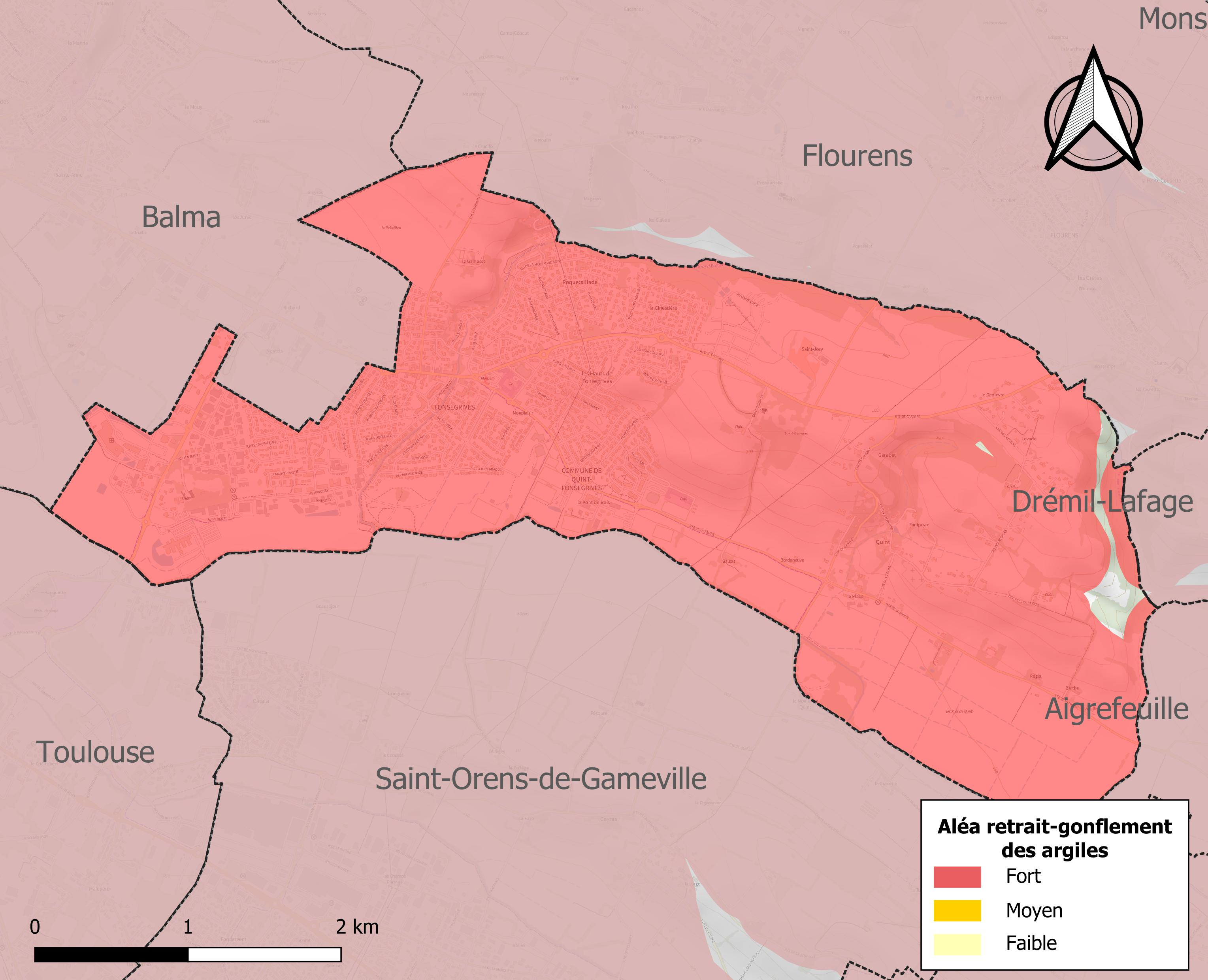
Carte des zones d'aléa retrait-gonflement des sols argileux de Quint-Fonsegrives.

Le retrait-gonflement des sols argileux est susceptible d'engendrer des dommages importants aux bâtiments en cas d’alternance de périodes de sécheresse et de pluie. 98,8 % de la superficie communale est en aléa moyen ou fort (88,8 % au niveau départemental et 48,5 % au niveau national). Sur les 1 777 bâtiments dénombrés sur la commune en 2019, 1 777 sont en aléa moyen ou fort, soit 100 %, à comparer aux 98 % au niveau départemental et 54 % au niveau national. Une cartographie de l'exposition du territoire national au retrait gonflement des sols argileux est disponible sur le site du BRGM,.
Par ailleurs, afin de mieux appréhender le risque d’affaissement de terrain, l'inventaire national des cavités souterraines permet de localiser celles situées sur la commune.
Concernant les mouvements de terrains, la commune a été reconnue en état de catastrophe naturelle au titre des dommages causés par la sécheresse en 1989, 1991, 1993, 2002, 2003, 2011, 2012, 2016, 2017 et 2020 et par des mouvements de terrain en 1999.

#### Risques technologiques
La commune est en outre située en aval du barrage de l'Estrade sur la Ganguise (département de l'Aude). À ce titre elle est susceptible d’être touchée par l’onde de submersion consécutive à la rupture de cet ouvrage.

## Toponymie
Le nom de cette commune vient du latin quintus, à l'emplacement de la cinquième borne milliaire sur la voie romaine de Toulouse à Carcassonne. À douze kilomètres de Toulouse, cette borne mesurait sans doute des lieues gauloises de 2222 métres ou de la distance en milles romains (1,481 km) séparant ce lieu du centre de Toulouse (environ 8 km).[réf. nécessaire]
Pour sa part, Fonsegrives signifie source sacrée (fons sacriva).

## Histoire
Pendant longtemps, le cœur historique de la commune fut le hameau de Quint situé à 2 km de la mairie, en direction de l'est. Après la Seconde Guerre mondiale, le centre de gravité de la commune s'est déplacé vers le hameau de Fonsegrives, plus à l'ouest, qui a pris de l'importance en raison de sa proximité de Toulouse et de sa proximité des voies de circulation.
Fonsegrives, située à l'intersection de la route nationale 126 (Toulouse à Castres) et de la route départementale 18 (Fonsegrives à Revel) voit s'implanter plusieurs lotissements pavillonnaires autour du nouvel hôtel de ville et de la chapelle Notre-Dame de l'Annonciation, bâtie en 1965 par l'abbé Georges Baccrabère.
Le 1er novembre 1992, la commune change officiellement de nom : Quint devient Quint-Fonsegrives.
Le 31 décembre 2002, la chapelle Notre-Dame-de-l'Annonciation, insalubre, doit être fermée au public. Le père Christophe Vairon, nouveau curé, prend alors la décision de la faire démolir et de rebâtir une nouvelle église sur le même emplacement.
Le 20 novembre 2004, la construction de la nouvelle chapelle Notre-Dame-de-l'Annonciation est achevée.

### Héraldique
| Quint-Fonsegrives | Son blasonnement est : Écartelé : au 1er de gueules à la lettre V capitale d'or, aux 2e de sinople à une fontaine jaillissant d’un rocher sur lequel est perchée une grive, le tout d’argent ; au 3e de même contourné ; au 4e de gueules à Saint Pierre tenant dans sa senestre une clé contournée, le tout d’or d'or ; sur le tout de gueules à la croix occitane d'or. Dessin et description d’après le blason créé en 1985 par P. Gérard. |

## Politique et administration

### Administration municipale
Le nombre d'habitants au recensement de 2017 étant compris entre 5 000 habitants et 9 999 habitants, le nombre de membres du conseil municipal pour l'élection de 2020 est de vingt-neuf,.

### Rattachements administratifs et électoraux
Commune faisant partie de la troisième circonscription de la Haute-Garonne du Toulouse Métropole et du canton de Toulouse-10 (avant le redécoupage départemental de 2014, Quint-Fonsegrives faisait partie de l'ex-canton de Toulouse-8).

### Liste des maires
| Période                                  | Période   | Identité          | Étiquette | Qualité                                                      |
| ---------------------------------------- | --------- | ----------------- | --------- | ------------------------------------------------------------ |
| Les données manquantes sont à compléter. |           |                   |           |                                                              |
| septembre 1926                           | mars 1965 | Jean-Marie Fériol |           | Cultivateur                                                  |
| mars 1965                                | mars 1971 | Xavier Contou     |           | Médecin généraliste                                          |
| mars 1971                                | mars 1983 | Guy Borrel        |           | Ingénieur en aéronautique                                    |
| mars 1983                                | mai 2020  | Bernard Soléra    | DVD       | Retraité des assurances Vice-président de Toulouse Métropole |
| mai 2020                                 | En cours  | Jean-Pierre Gasc  | DVD       | Cadre                                                        |

### Jumelages
- Leiria (Portugal) : le 15 novembre 2010, la ville de Quint-Fonsegrives a signé un accord de coopération et d'amitié avec cette ville[35].

## Population et société

### Démographie
| 1793 | 1800 | 1806 | 1821 | 1831 | 1836 | 1841 | 1846 | 1851 |
| ---- | ---- | ---- | ---- | ---- | ---- | ---- | ---- | ---- |
| 219  | 299  | 301  | 305  | 367  | 350  | 362  | 372  | 375  |

| 1856 | 1861 | 1866 | 1872 | 1876 | 1881 | 1886 | 1891 | 1896 |
| ---- | ---- | ---- | ---- | ---- | ---- | ---- | ---- | ---- |
| 365  | 339  | 337  | 343  | 314  | 311  | 277  | 277  | 261  |

| 1901 | 1906 | 1911 | 1921 | 1926 | 1931 | 1936 | 1946 | 1954 |
| ---- | ---- | ---- | ---- | ---- | ---- | ---- | ---- | ---- |
| 265  | 250  | 249  | 224  | 246  | 244  | 259  | 285  | 299  |

| 1962 | 1968 | 1975  | 1982  | 1990  | 1999  | 2006  | 2011  | 2016  |
| ---- | ---- | ----- | ----- | ----- | ----- | ----- | ----- | ----- |
| 301  | 749  | 2 247 | 2 711 | 3 261 | 4 478 | 4 519 | 4 986 | 5 606 |

| 2021  | 2022  | - | - | - | - | - | - | - |
| ----- | ----- | - | - | - | - | - | - | - |
| 6 005 | 6 059 | - | - | - | - | - | - | - |

| selon la population municipale des années : | 1968 | 1975 | 1982 | 1990 | 1999 | 2006 | 2009 | 2013 |
| Rang de la commune dans le département      | 86   | 39   | 43   | 42   | 36   | 43   | 43   | 44   |
| Nombre de communes du département           | 592  | 582  | 586  | 588  | 588  | 588  | 589  | 589  |

### Enseignement
Quint-Fonsegrives fait partie de l'académie de Toulouse.
En 1866 est construite la première Mairie-Ecole, à Quint. En 1937, le maire Jean-Marie Fériol, sur les plans de l’Architecte Gillet, fait construire la nouvelle mairie-école à Fonsegrives à l’emplacement de la Mairie actuelle. L’école est alors installée au rez-de-chaussée, la mairie au premier étage.
Collège Élisabeth Badinter, Toulouse Business School,

### Santé
Maison médicale, clinique La croix du sud (groupe Ramsay Santé), clinique Val de Saune.

### Culture et festivité
Centre de loisirs, parc de la Saune, danse, musique, photos, cinéma, théâtre,

### Sports
Rugby

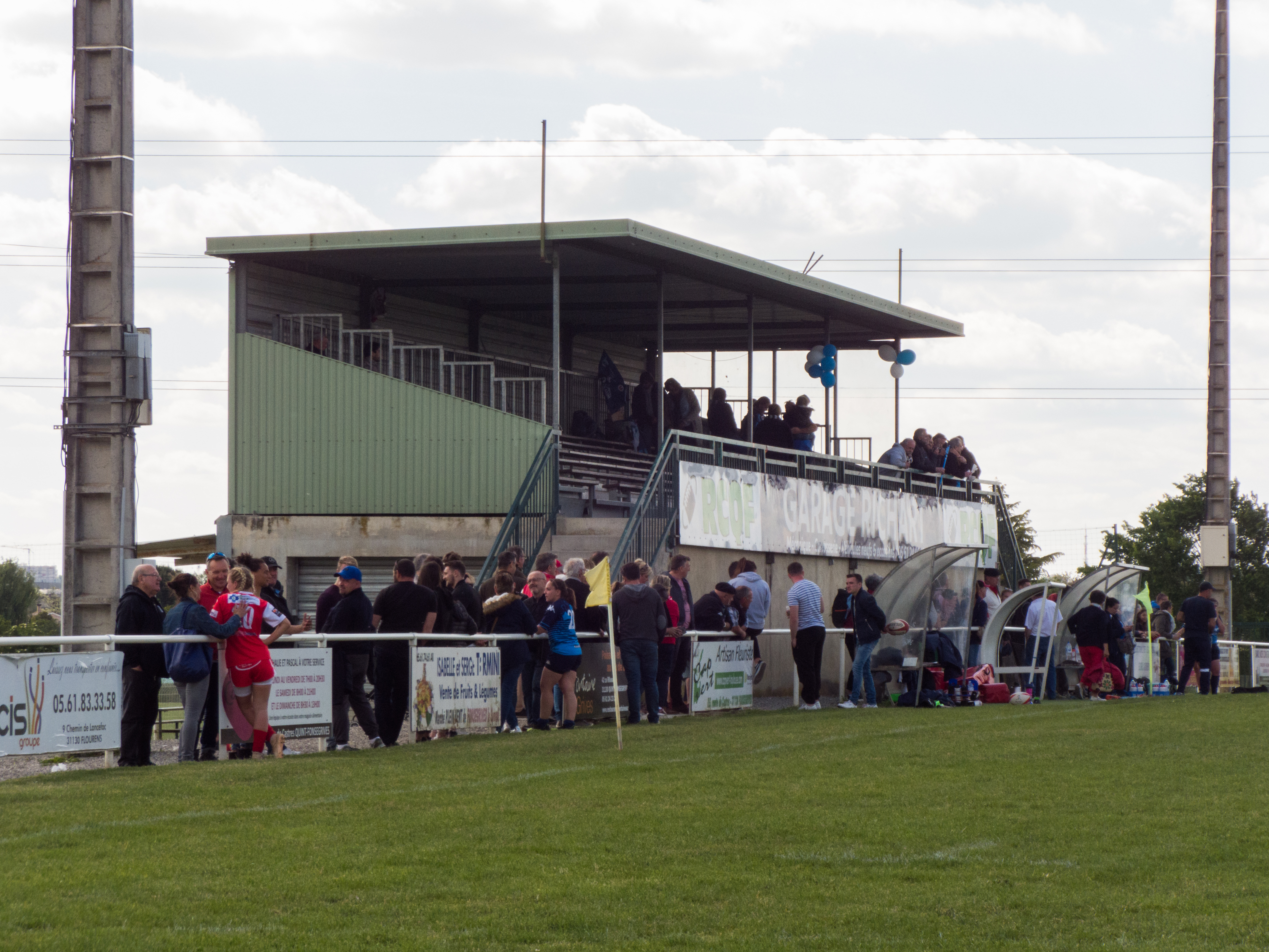
Le stade Guy-Borrel.

Lors de la saison 2013-2014, l'US Quint-Fonsegrives a été demi-finaliste du championnat de 3e série de Midi-Pyrénées et vice-champion de France de 3e série battu 3 à 19 par l'Entente Vallespir,,.
Aventure paintball park, tennis, complexe Patrick Pepi (basket-ball, volley-ball, hand-ball, arts martiaux, gymnastique, tennis, tennis de table, judo...), complexe Pierre Izard (gymnase, boulodrome...), paintball,

### Écologie et recyclage
La collecte et le traitement des déchets des ménages et des déchets assimilés ainsi que la protection et la mise en valeur de l'environnement se font dans le cadre de la métropole de Toulouse Métropole.

## Économie

### Revenus
En 2018  (données Insee publiées en septembre 2021), la commune compte 2 498 ménages fiscaux, regroupant 5 611 personnes. La médiane du revenu disponible par unité de consommation est de 27 340 € (23 140 € dans le département). 68 % des ménages fiscaux sont imposés (55,3 % dans le département).

### Emploi
|                | 2008  | 2013  | 2018  |
| -------------- | ----- | ----- | ----- |
| Commune        | 5 %   | 4,9 % | 6,3 % |
| Département    | 7,7 % | 9,6 % | 9,3 % |
| France entière | 8,3 % | 10 %  | 10 %  |

En 2018, la population âgée de 15 à 64 ans s'élève à 3 338 personnes, parmi lesquelles on compte 77,2 % d'actifs (70,8 % ayant un emploi et 6,3 % de chômeurs) et 22,8 % d'inactifs,. Depuis 2008, le taux de chômage communal (au sens du recensement) des 15-64 ans est inférieur à celui de la France et du département.
La commune fait partie de la couronne de l'aire d'attraction de Toulouse, du fait qu'au moins 15 % des actifs travaillent dans le pôle,. Elle compte 2 499 emplois en 2018, contre 1 929 en 2013 et 1 578 en 2008. Le nombre d'actifs ayant un emploi résidant dans la commune est de 2 406, soit un indicateur de concentration d'emploi de 103,9 % et un taux d'activité parmi les 15 ans ou plus de 54,8 %.
Sur ces 2 406 actifs de 15 ans ou plus ayant un emploi, 464 travaillent dans la commune, soit 19 % des habitants. Pour se rendre au travail, 79,8 % des habitants utilisent un véhicule personnel ou de fonction à quatre roues, 9,3 % les transports en commun, 8,3 % s'y rendent en deux-roues, à vélo ou à pied et 2,7 % n'ont pas besoin de transport (travail au domicile).

### Activités hors agriculture

#### Secteurs d'activités
705 établissements sont implantés  à Quint-Fonsegrives au 31 décembre 2019. Le tableau ci-dessous en détaille le nombre par secteur d'activité et compare les ratios avec ceux du département,.
| Secteur d'activité                                                                                        | Commune | Commune | Département |
| Secteur d'activité                                                                                        | Nombre  | %       | %           |
| --- | ------- | ------- | ----------- |
| Ensemble                                                                                                  | 705     | 100 %   | (100 %)     |
| Industrie manufacturière, industries extractives et autres                                                | 34      | 4,8 %   | (5,7 %)     |
| Construction                                                                                              | 68      | 9,6 %   | (12 %)      |
| Commerce de gros et de détail, transports, hébergement et restauration                                    | 110     | 15,6 %  | (25,9 %)    |
| Information et communication                                                                              | 14      | 2 %     | (4,1 %)     |
| Activités financières et d'assurance                                                                      | 32      | 4,5 %   | (3,8 %)     |
| Activités immobilières                                                                                    | 29      | 4,1 %   | (4,2 %)     |
| Activités spécialisées, scientifiques et techniques et activités de services administratifs et de soutien | 113     | 16 %    | (19,8 %)    |
| Administration publique, enseignement, santé humaine et action sociale                                    | 268     | 38 %    | (16,6 %)    |
| Autres activités de services                                                                              | 37      | 5,2 %   | (7,9 %)     |

Le secteur de l'administration publique, l'enseignement, la santé humaine et l'action sociale est prépondérant sur la commune puisqu'il représente 38 % du nombre total d'établissements de la commune (268 sur les 705 entreprises implantées  à Quint-Fonsegrives), contre 16,6 % au niveau départemental.

#### Entreprises et commerces
Les cinq entreprises ayant leur siège social sur le territoire communal qui génèrent le plus de chiffre d'affaires en 2020 sont : 
- Asept Inmed, commerce de gros (commerce interentreprises) de produits pharmaceutiques (43 021 k€)
- SAS Santerne Toulouse, construction de réseaux électriques et de télécommunications (35 365 k€)
- Capio La Croix Du Sud, activités hospitalières (29 697 k€)
- CB Constructions, construction d'autres bâtiments (13 831 k€)
- Weber Marking Systems France SAS, commerce de gros (commerce interentreprises) de fournitures et équipements divers pour le commerce et les services (9 621 k€)

### Agriculture
|               | 1988 | 2000 | 2010 | 2020 |
| ------------- | ---- | ---- | ---- | ---- |
| Exploitations | 13   | 9    | 3    | 3    |
| SAU (ha)      | 389  | 313  | 91   | 124  |

La commune est dans le Lauragais, une petite région agricole occupant le nord-est du département de la Haute-Garonne, dont les coteaux portent des grandes cultures en sec avec une dominante blé dur et tournesol. En 2020, l'orientation technico-économique de l'agriculture  sur la commune est la polyculture et/ou le polyélevage. Trois exploitations agricoles ayant leur siège dans la commune sont dénombrées lors du recensement agricole de 2020 (13 en 1988). La superficie agricole utilisée est de 124 ha,,.

## Culture locale et patrimoine

### Lieux et monuments

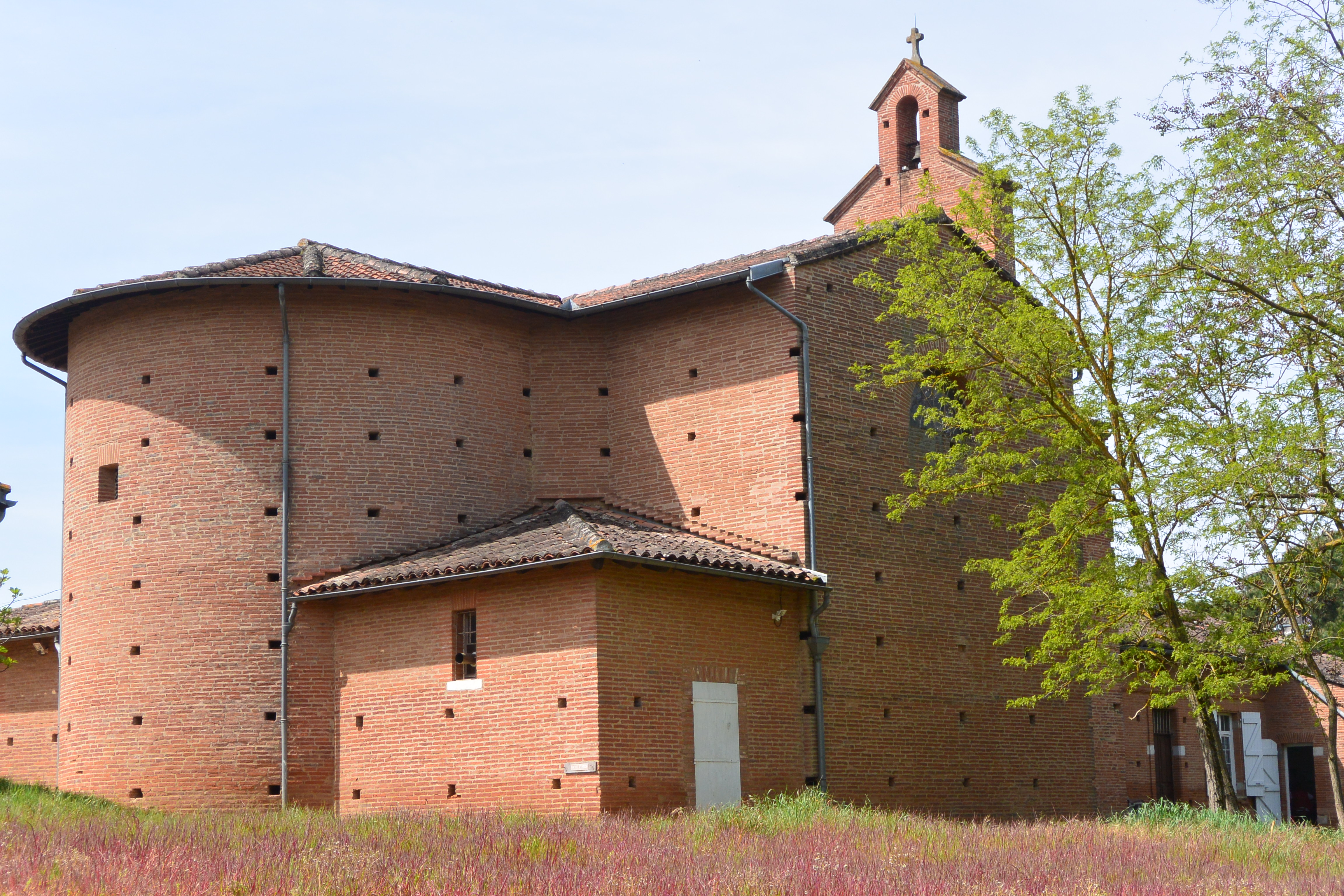
Hameau de Quint,
église Saint-Pierre.

- Sur le rond-point du Grand 14 : une fontaine moderne à filet d'eau permanent ;
- Sur le cours Goudouli : la statue du poète Pierre Goudouli ;
- Dans la rue principale, à l'emplacement d'une ancienne chapelle datant de 1965, s'élève depuis le 20 novembre 2004 la nouvelle église Notre-Dame-de-l'Annonciation bâtie sur l'impulsion du père Christophe Vairon, curé de la paroisse ;
- Dans le hameau de Quint, l'église Saint-Pierre date du XIIIe siècle. Elle est bâtie dans le style des églises du Lauragais[52] ;
- Maison Les Tourettes inscrite aux monuments historiques depuis 1976 ;
- Le Sentier des planètes[53], représentation le long de la Saune, le système solaire à l'échelle (projet élaboré pour l'Année Mondiale de l'astronomie, inauguré le 26 septembre 2009).

### Personnalités liées à la commune
- Daniel Congré, footballeur qui a commencé sa carrière en jeune dans le club de Quint-Fonsegrives ;
- Abbé Georges Baccrabère (1920-2007), curé de l'église durant 47 ans, de 1948 à 1995[54] ;
- Joseph Thillet (1850-1937), architecte et conseiller municipal ;
- René Vignal (1926-2016).

## Pour approfondir